# KEIKO
KEIKO（1972年8月18日—），日本樂團globe的主音，同時以「K-C-O」名義作個人歌手活動。本名山田桂子，婚后改名為小室桂子，離婚后恢復為原名。
出生于日本大分县臼杵市。

## 略歷

### 幼年與青年時代
KEIKO幼小时受到了酷爱歌唱的父亲，和当地歌手松村和子的影响，开始把歌手作为自己的目标。然而事业曲折，因参加很多个选拔赛均沒被选中，她当歌手的念头逐渐消减。
迫于生计，KEIKO高中毕业后，开始在京都的酒店作服务工作。20岁时，KEIKO工作于大阪城Hall附近的一家食店。当时自酒店到大阪城Hall的路上都有很多游民自己演奏的音乐会，这样便经常集合了很多人。KEIKO见此情此景心有所感，为了集合人们听到自己喜爱的歌曲，在和她同居的姐姐鼓励下，当即决定重新出道，再度以歌手为目标前进。

### globe出道
1994年8月，KEIKO看见杂志“DeView!”中有一个叫小室哲哉的人主办的新人女性singer audition“EURO GROOVE NIGHT”，KEIKO当即递交了自己的履历表与小室哲哉86年创作給渡邊美里的名曲—“My Revolution”的Demo带。1994年9月28日，KEIKO在福冈站的“EURO GROOVE NIGHT”唱出了TRF的“EZ DO DANCE”。可能由于当时灯光太暗，音乐响起时，KEIKO不小心脚踏在了空处，当众从舞台上掉了下来。正当在场人物为她担心时，KEIKO却像是什么事也没发生过般的站了起来开始演唱，当时做DJ的Marc和站在会场一角的小室也看到这个情况，记在心下。对KEIKO以后的成功这件小事有着不可忽略的影响。
当初，小室本打算把MARC和KEIKO两人组合成乐队“ORANGE”。但最后小室决定亲自加入，全日本著名的乐队“globe(地球乐团)”就这样成立了。在乐队中，KEIKO的职位是主音，直到今天。2001年，KEIKO与滨崎步首次合作，两人携手推出单曲——a song is born(生命颂歌)。发片当天就登上ORICON单曲排行榜榜首的位置。911恐怖事件导发了小室哲哉产生了创作这首歌曲的念头，并担任编曲和制作人，而歌词则由滨崎步亲自填写，是首不可多得的好作品。事后滨崎步表示KEIKO是最有魅力的女人之一。

### 婚姻與健康問題
2002年11月22日KEIKO与小室哲哉结成良缘，退隐后两人过着轻松悠闲的生活。但在2005年重新出道后，小室哲哉的消极情绪遭到了歌迷的批判。2011年KEIKO在家中突然因腦內蛛網膜下腔出血暈倒，據小室哲哉在引退記者會上敘述KEIKO其後患有执行功能障碍的後遺症，但之後已康復，日常生活經已無大礙。2018年，小室哲哉被日本雜志《週刊文春》爆出不倫報道，其後KEIKO的家屬更指摘小室哲哉其實從未照顧妻子，經過多年的離婚調停，兩人最後在2021年宣佈離婚。

## 音乐唱片分类目录

### 单曲与EP
- YOU ARE THE ONE / TK presents
- on the way to YOU / globe featuring KEIKO
- a song is born(生命颂歌)，与滨崎步合作(2001/12/12)(日本ORICON榜上第二名)
- be true (与Cyber X合作) (2003/06/25) (日本ORICON榜上第十八名)
- KCO (2003/12/10) (日本ORICON榜上第八名)
- MY WAY / THE AURIS (SUPER) BAND (2006/12/20)

### 专辑
- VARIOUS ARTISTS FEATURING songnation

a song is born / 滨崎步 vs KEIKO (track 1)
Lights brought the future / KEIKO  (track 10)
- I WILL SURVIVE / GABALL featuring KEIKO (track 4)
- Lif-e-motions

EZ DO DANCE meets KEIKO (Disc-2 track 1)
- Cream Of J-POP ~ウタイツグウタ~

I WANT YOU BACK
Happiness×3 Loneliness×3

## 注脚
1. ↑  蔡曉婷. . 中時電子報. 2016-08-26  [2020-06-21]. （原始内容存档于2020-06-23） （中文（臺灣））.
2. ↑  黃菁菁. . 中時電子報. 2019-10-21  [2020-06-21]. （原始内容存档于2020-06-23） （中文（臺灣））.
3. ↑  . on.cc東網. 2018-07-05  [2020-06-21]. （原始内容存档于2019-06-15） （中文（香港））.
4. ↑  . スポーツ報知. 報知新聞社. 2021-02-26  [2021-02-26]. （原始内容存档于2021-02-27） （日语）. 参数|newspaper=与模板{{cite web}}不匹配（建议改用{{cite news}}或|website=） (帮助)